# Macrobiotus alvaroi
Espèce
Macrobiotus alvaroi est une espèce de tardigrades de la famille des Macrobiotidae.

## Distribution
Cette espèce se rencontre au Costa Rica et au Mexique au Chiapas,.

## Publication originale
- Pilato & Kaczmarek, 2007 : Macrobiotus alvaroi, a new species of eutardigrade (Tardigrada, Macrobiotidae) of the polyopus group from Costa Rica (Central America). Zootaxa, no 1479, p. 1-7.